# Гаврилищево (Вологодская область)
Гаврилищево — деревня в Междуреченском районе Вологодской области на реке Белый Шингарь.
Входит в состав Ботановского сельского поселения, с точки зрения административно-территориального деления — в Ботановский сельсовет.
Расстояние по автодороге до районного центра Шуйского — 35 км, до центра муниципального образования Игумницева — 2,5 км. Ближайшие населённые пункты — Игумницево, Одомцыно, Пазухино, Новоселка.
По данным переписи в 2002 году постоянного населения не было.